# Piprensargräs
Piprensargräs (Tragus racemosus) är en gräsart som först beskrevs av Carl von Linné, och fick sitt nu gällande namn av Carlo Allioni. Enligt Catalogue of Life ingår Piprensargräs i släktet piprensargrässläktet och familjen gräs, men enligt Dyntaxa är tillhörigheten istället släktet piprensargrässläktet och familjen gräs. Arten förekommer tillfälligt i Sverige, men reproducerar sig inte. Inga underarter finns listade i Catalogue of Life.

## Bildgalleri

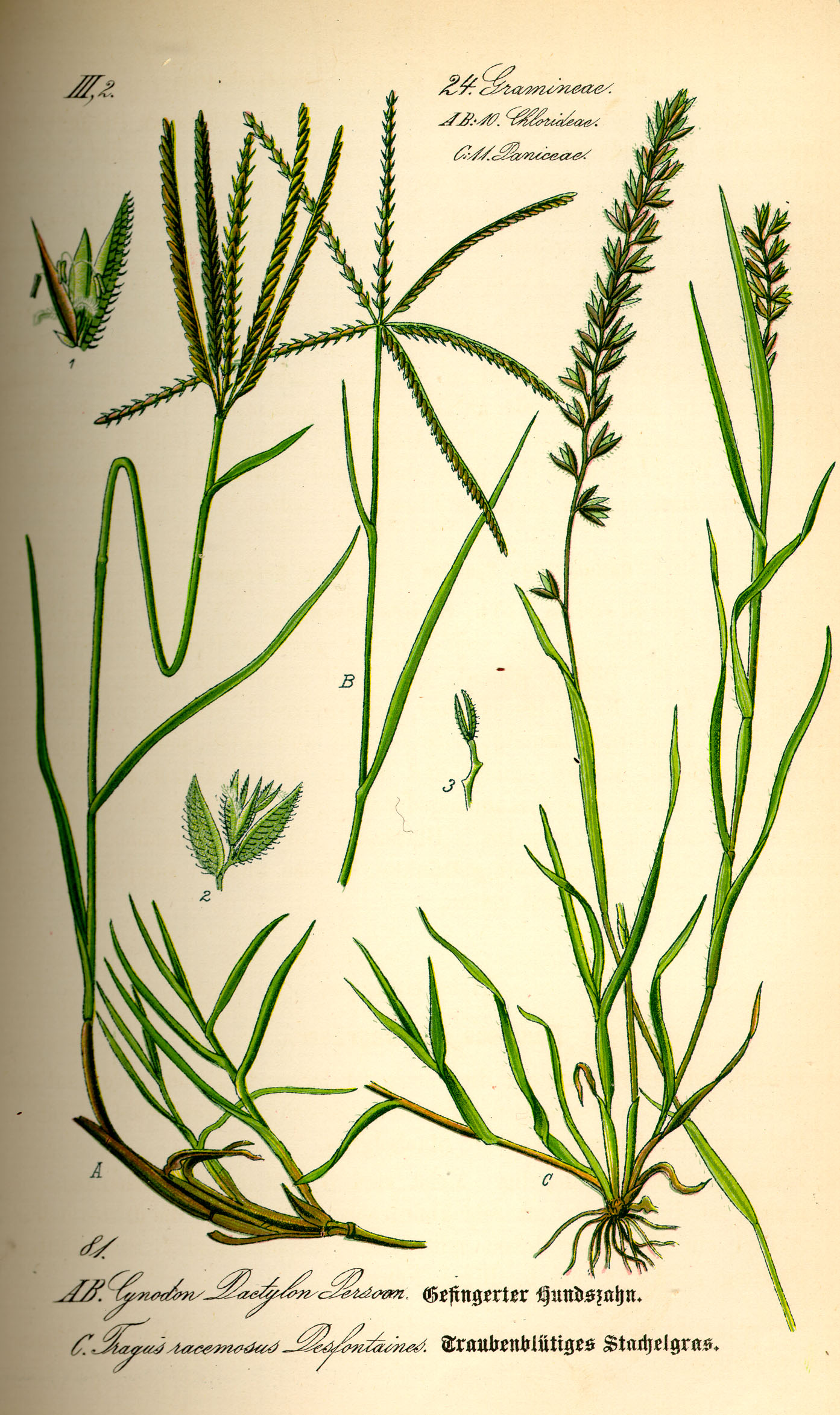
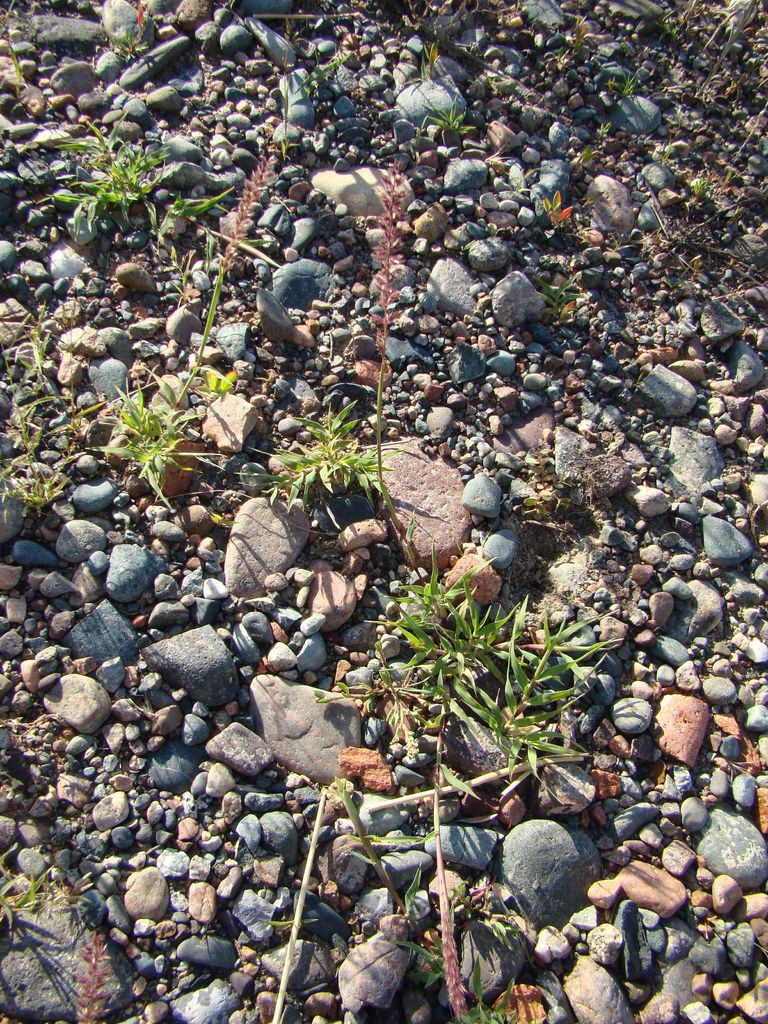
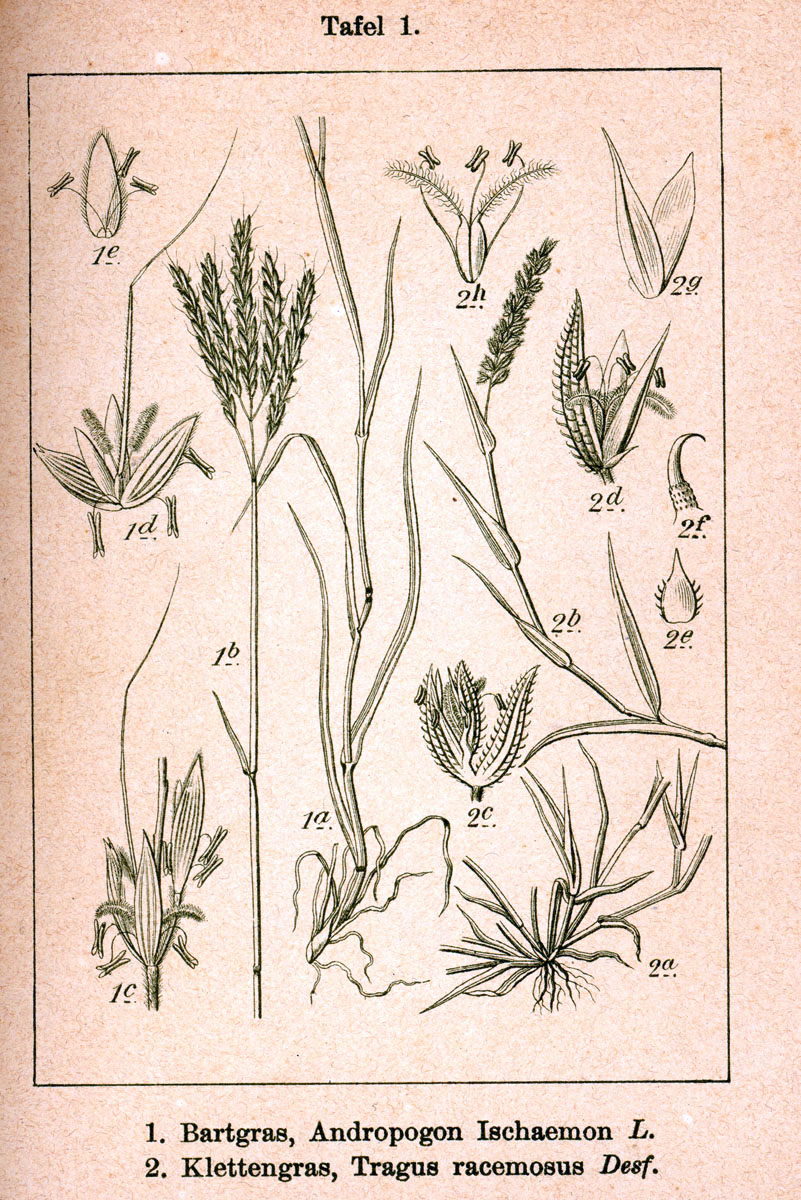